# Салиштеа де Сус (Марамуреш)
Салиштеа де Сус (рум. Săliştea de Sus) насеље је у Румунији у округу Марамуреш у општини Салиштеа де Сус. Oпштина се налази на надморској висини од 498 m.

## Становништво
Према подацима из 2002. године у насељу је живело 5196 становника.

### Попис2002.
| Расподела становништва по националности 2002.‍ | Расподела становништва по националности 2002.‍ | Расподела становништва по националности 2002.‍ | Расподела становништва по националности 2002.‍ | Расподела становништва по националности 2002.‍ |
| --------------------------------------------- | --------------------------------------------- | --------------------------------------------- | --------------------------------------------- | --------------------------------------------- |
|                                               |                                               |                                               |                                               |                                               |
| Румуни                                        | Румуни                                        |                                               | 5.185                                         | 99,9%                                         |
| Роми                                          | Роми                                          |                                               | 7                                             | 0,1%                                          |